# Michał Sołtan
Michał Sołtan (ur. 10 czerwca 1881 Stara Bielica, obecnie Białoruś, zm. 27 grudnia 1966) – polski naukowiec, inżynier mechanik, specjalista z zakresu maszyn rolniczych, związany z Politechniką Gdańską, Politechniką Wrocławską oraz Politechniką Poznańską. 

## Działalność zawodowa, dydaktyczna i organizacyjna
W 1900 roku ukończył Pierwsze Gimnazjum w Kijowie. 1 lutego 1910 roku ukończył studia na Wydziale Mechanicznym Politechniki Kijowskiej i uzyskał tytuł inżyniera technologa I stopnia. 
W latach 1910–1919 pracował w Ziemskim Urzędzie Terytorialnym w Mohylowie, pełnił funkcję kierownika działów technicznych i warsztatów remontowych maszyn i narzędzi rolniczych. W latach 1919–1944 mieszkał w Warszawie. W 1919 roku pracował w Ministerstwie Rolnictwa jako kierownik działu zbiórki i remontu maszyn rolniczych po okupancie rosyjskim i pruskim. W latach 1920–1926 pracował w Związku Syndykatów Rolniczych, następnie w Korporacji Rolnej S.A. na stanowisku kierownika działu maszyn, narzędzi rolniczych i traktorów. W latach 1926–1930 był zatrudniony w Zjednoczeniu Polskich Fabryk Maszyn i Narzędzi Rolniczych S.A. w Warszawie. W latach 1930–1944 był współwłaścicielem spółki Biuro Techniczne Rolnicze W. Błażejowski i M. Sołtan inż. zajmującej się sprzedażą oraz remontami maszyn, narzędzi rolniczych, traktorów. W 1939 roku był zatrudniony w Państwowych Wytwórniach Uzbrojenia w Warszawie. 
Wysiedlony z Warszawy podczas powstania warszawskiego, od października 1944 roku do marca 1945 roku pracował w Stowarzyszeniu Rolniczo-Handlowym, w warsztatach remontowych maszyn i narzędzi rolniczych w Piotrkowie Trybunalskim. 
W Gdańsku przebywał od kwietnia 1945 roku. Od maja 1945 do 30 marca 1946 był zatrudniony w Północnym Zjednoczeniu Przemysłu Metalowego w Gdańsku. Od 1 kwietnia 1946 roku do 1 kwietnia 1947 roku pracował w Szczecinie w delegaturze Centralnego Zarządu Przemysłu Metalowego, od maja do listopada 1947 roku w Bydgoskim Zjednoczeniu Przemysłu Maszyn Rolniczych jako inspektor techniczny. Od 15 listopada 1947 do czerwca 1949 roku ponownie pracował w Centralnym Zarządzie Przemysłu Metalowego w Gdańsku jako zastępca delegata. Od 15 czerwca 1949 roku do 31 stycznia 1950 roku pracował w Gdańskiej Fabryce Urządzeń Technicznych, gdzie pełnił funkcję kierownika kontroli fabrykacji. W 1948 roku otrzymał tytuł zastępcy profesora.
W latach 1947–1953 pracował na Politechnice Gdańskiej. W 1947 roku był organizatorem pierwszej w Polsce Sekcji Maszyn Rolniczych na Wydziale Mechanicznym Politechniki Gdańskiej, w latach 1947–1950 i 1952–1953 pełnił funkcję kierownika Katedry Budowy Maszyn Rolniczych na Wydziale Mechanicznym, w latach 1950–1952 kierownika Katedry Maszyn Rolniczych na Wydziale Agrotechnicznym. 
31 sierpnia 1953 roku na skutek likwidacji Katedry Budowy Maszyn Rolniczych podjął pracę na Politechnice Wrocławskiej na Wydziale Mechanicznym, gdzie w latach 1953–1954 pełnił funkcje kierownika Katedry Eksploatacji Maszyn i Ciągników, a na Wydziale Mechanizacji Rolnictwa, od 1 maja 1954 do września 1958 roku, kierownika Katedry Eksploatacji Maszyn Rolniczych.
Na skutek likwidacji Wydziału Mechanizacji Rolnictwa przeniósł się na Politechnikę Poznańską na Wydział Mechanizacji Rolnictwa, gdzie od 1 października 1958 do 30 września 1960 był kierownikiem Katedry Mechanizacji Hodowli. 
W 1960 roku przeszedł na emeryturę. 
Zmarł 27 grudnia 1966.
Był członkiem Komitetu Budowy Maszyn, Komitetu Elektrotechniki Polskiej Akademii Nauk, Związku Nauczycielstwa Polskiego i Poznańskiego Towarzystwa Przyjaciół Nauk.

## Nagrody, wyróżnienia, odznaczenia
- Medal 10-lecia Polski Ludowej (1955)
- Krzyż Kawalerski Orderu Odrodzenia Polski (1959)